# Insomnium
Insomnium (lat. insomnium ‚Traum‘) ist eine finnische Melodic-Death-Metal-Band, die im Frühling 1997 in Joensuu gegründet wurde.

## Geschichte
Insomnium wurde im Frühling 1997 in der ostfinnischen Stadt Joensuu von Niilo Sevänen, Ville Friman, Tapani Pesonen und Markus Hirvonen gegründet. Der zweite Gitarrist, Ville Vänni, stieß erst 2001 als vollwertiges Mitglied zu Insomnium. Es stand von Anfang an fest, dass die Band versuchen würde sämtliche positiven Elemente der Musik ihrer persönlichen Lieblingsbands zu verbinden. Das Ergebnis war eine Mischung aus skandinavischem Melodic Death Metal und typisch finnischen Klängen.
Zwei Jahre später nahm Insomnium die erste Demo-CD auf. Durch die überwiegend positive Kritik motiviert, erschien ihre nächste Demo-CD bereits ein Jahr später. 2001 unterschrieb die Band einen Vertrag bei dem Label Candlelight Records und begann wenige Wochen später die Aufnahmen zu ihrem ersten Album In the Halls of Awaiting welches 2002 veröffentlicht wurde.
2004 erschien das zweite Studioalbum Since the Day It All Came Down und 2006 wurde das dritte Studioalbum Above the Weeping World veröffentlicht. 2009 erschien mit Across the Dark das vierte Studioalbum der Band, auf welchem sich zum ersten Mal in der Geschichte der Band cleane Vocals zu den charakteristischen Growls Insomniums gesellten.
Neben ihren musikalischen Tätigkeiten gehen die Mitglieder normaler Arbeit nach bzw. studieren.
Im August 2010 schloss die Band einen Plattenvertrag mit dem deutschen Label Century Media ab. Sie begründete dies unter anderem damit, dass sie mehr außerhalb von Europa auf Tournee gehen möchte. Von September bis Oktober 2010 war die Band zusammen mit Dark Tranquillity auf deren We are the Void-Tour. Zudem veröffentlichte die Band kurz davor den Song Weather the Storm, auf dem auch Mikael Stanne zu hören war, als kostenlosen Download. Im Oktober 2011 erschien das fünfte Studioalbum One for Sorrow.
Am 31. Oktober 2011 gab die Band bekannt, dass Ville Vänni die Band zum Beginn der One-for-Sorrow-Tour verlassen wird. Seine Rolle als Gitarrist wurde von Markus Vanhala von der Band Omnium Gatherum übernommen. Das sechste Studioalbum Shadows of the Dying Sun erschien im April 2014.
Im September 2016 erschien das siebte, von Dan Swanö produzierte Studioalbum Winter's Gate, ein Konzeptalbum mit einem 40-minütigen Song über eine Gruppe Wikinger auf der Suche nach Gold. Die Idee dazu entstand zwei Jahre zuvor bei den Aufnahmen zum Vorgängeralbum. Das Album erreichte Platz 1 der finnischen Charts sowie Platz 19 der deutschen Charts.
Am 16. Juli 2019 gab die Band auf ihrem Facebook-Auftritt den Veröffentlichungstermin, den 4. Oktober 2019, ihres 8. Studioalbums Heart Like a Grave bekannt. Zeitgleich hat Insomnium Jani Liimatainen als ihr 5. Bandmitglied vorgestellt.
Die Band kommentierte das folgendermaßen: ”In 2018 it became apparent that Ville could not combine the heavy touring anymore with his another career as a lecturer in York university. Hence, we decided that a third guitarist was needed to get the machinery running properly. We did not have to look far, since Jani Liimatainen had already been a live guitarist on several tours. And since this dude is amazing musician, vocalist, songwriter and all-round nice guy the decision was really a no-brainer. Now we are stronger than ever!”
Nachdem im Jahr 2021 die EP Argent Moon mit 4 Tracks erschienen war, kündigten Insomnium an, am 24. Februar 2023 ein neues Werk als Konzeptalbum mit dem Titel Anno 1696 zu veröffentlichen; die Ankündigung war verbunden mit der Vorab-Veröffentlichung eines Videos des Tracks Lilian.
Am 16. Februar 2024 gab die Band auf Facebook bekannt, dass Jani Liimatainen und Insomnium sich aufgrund verschiedener Prioritäten getrennt haben.

## Stil
Die Musik Insomniums ist teilweise durch Bands wie Dark Tranquillity, In Flames und At the Gates geprägt. Textliche Inspirationen bezieht die Band aus den verschiedensten Werken der Weltliteratur. Der literarische Hintergrund des Sängers Niilo Sevänen ermöglichte unter anderem die Adaptation von Gedichten des finnischen Dichters Eino Leino, aber auch die Verarbeitung von Einflüssen aus Werken von Poe oder Hölderlin. In dem Song Drawn to black bildet eines der bekanntesten Gedichte von Francis William Bourdillon (1852–1921) den Refrain.

## Galerie

Bandmitglieder auf dem Party.San 2017
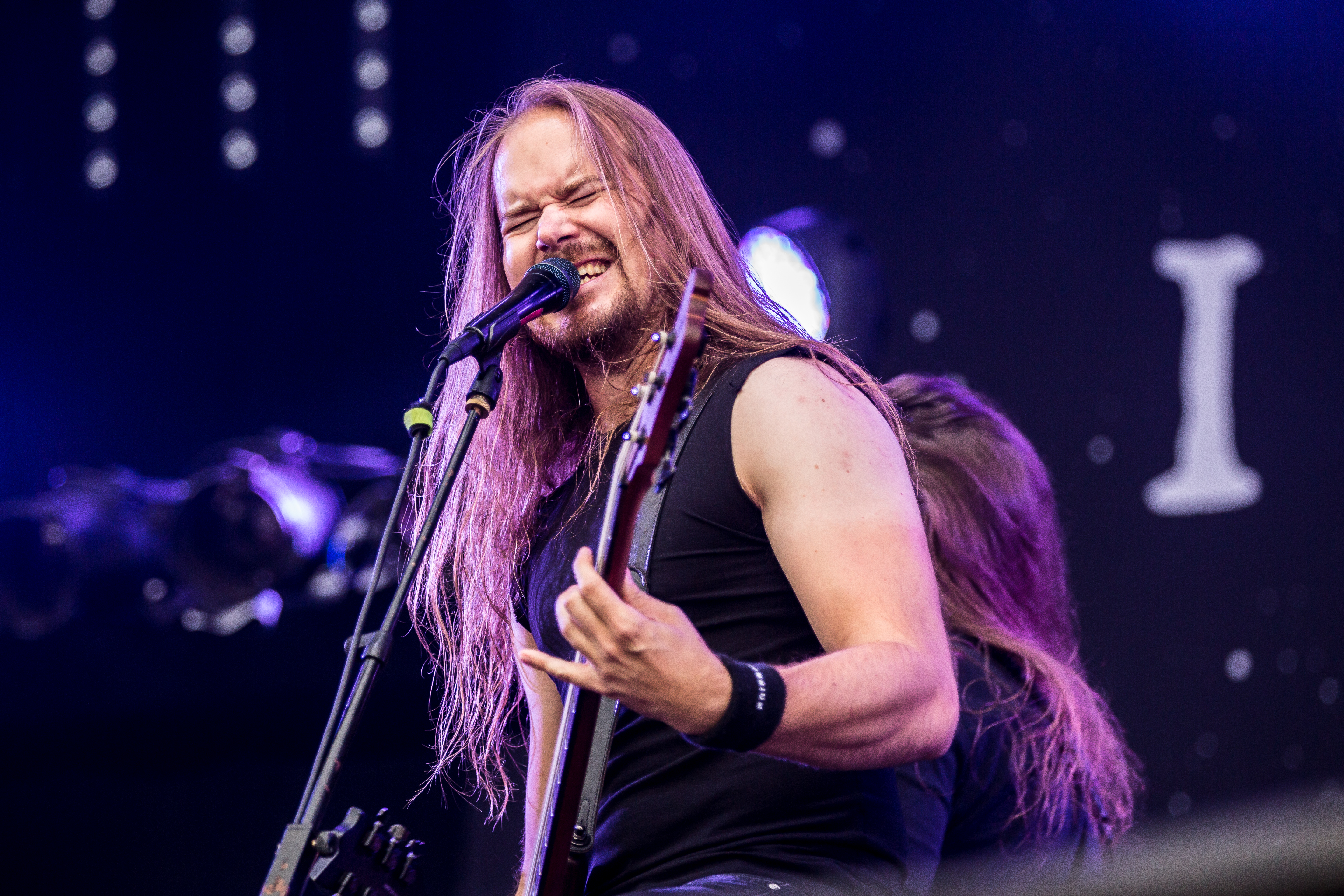
Sänger und Bassist Niilo Sevänen
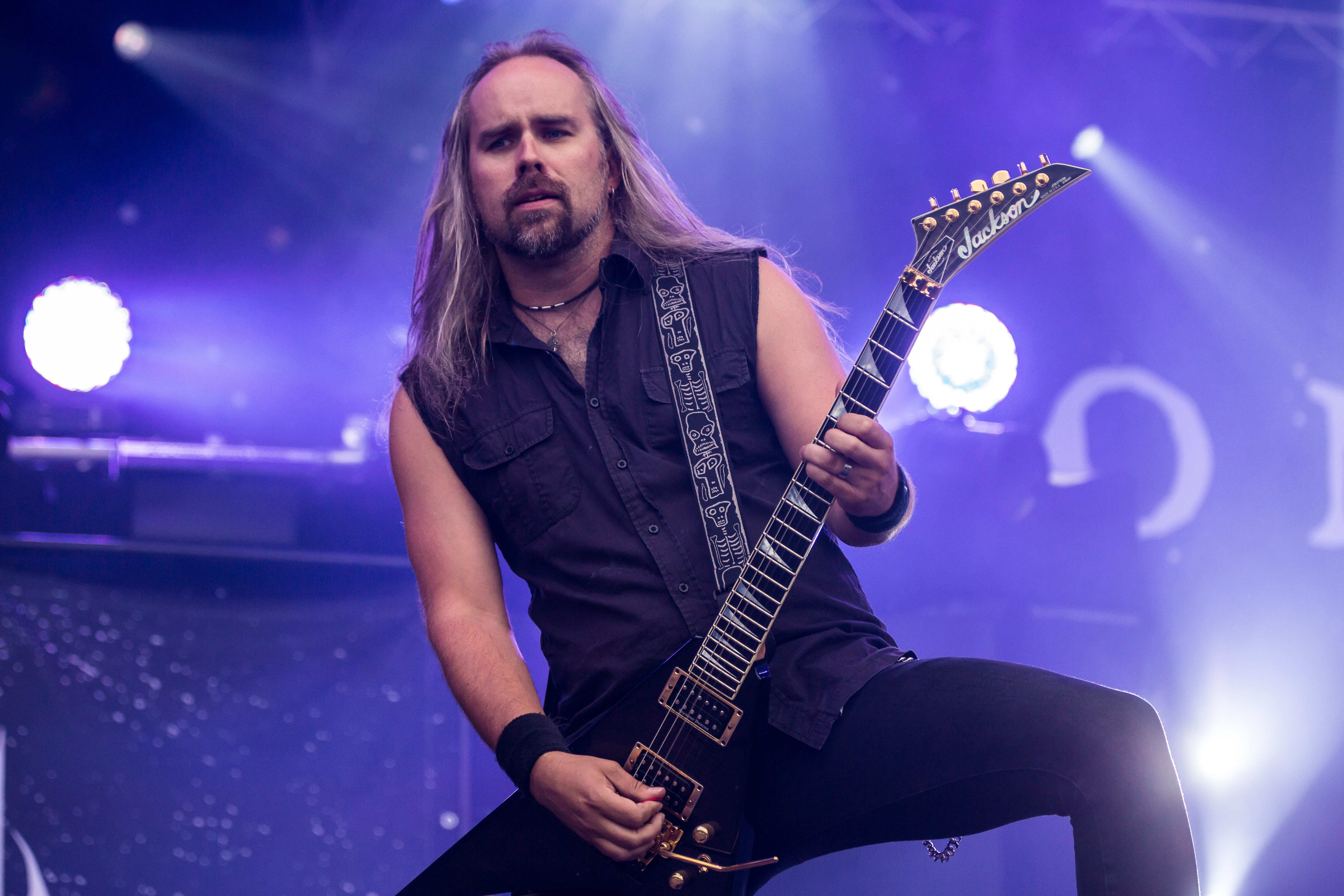
Gitarrist Markus Vanhala
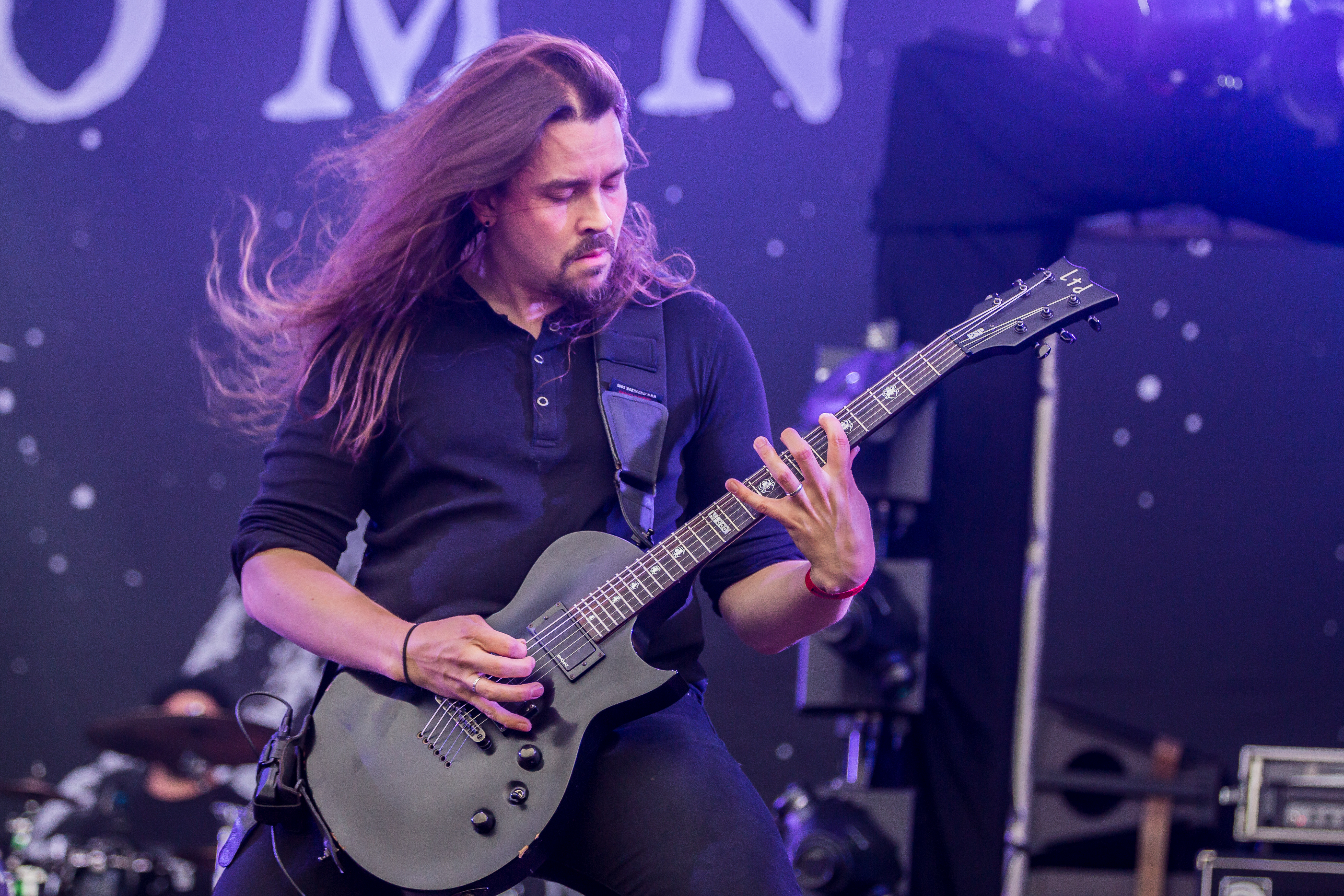
Gitarrist Ville Friman
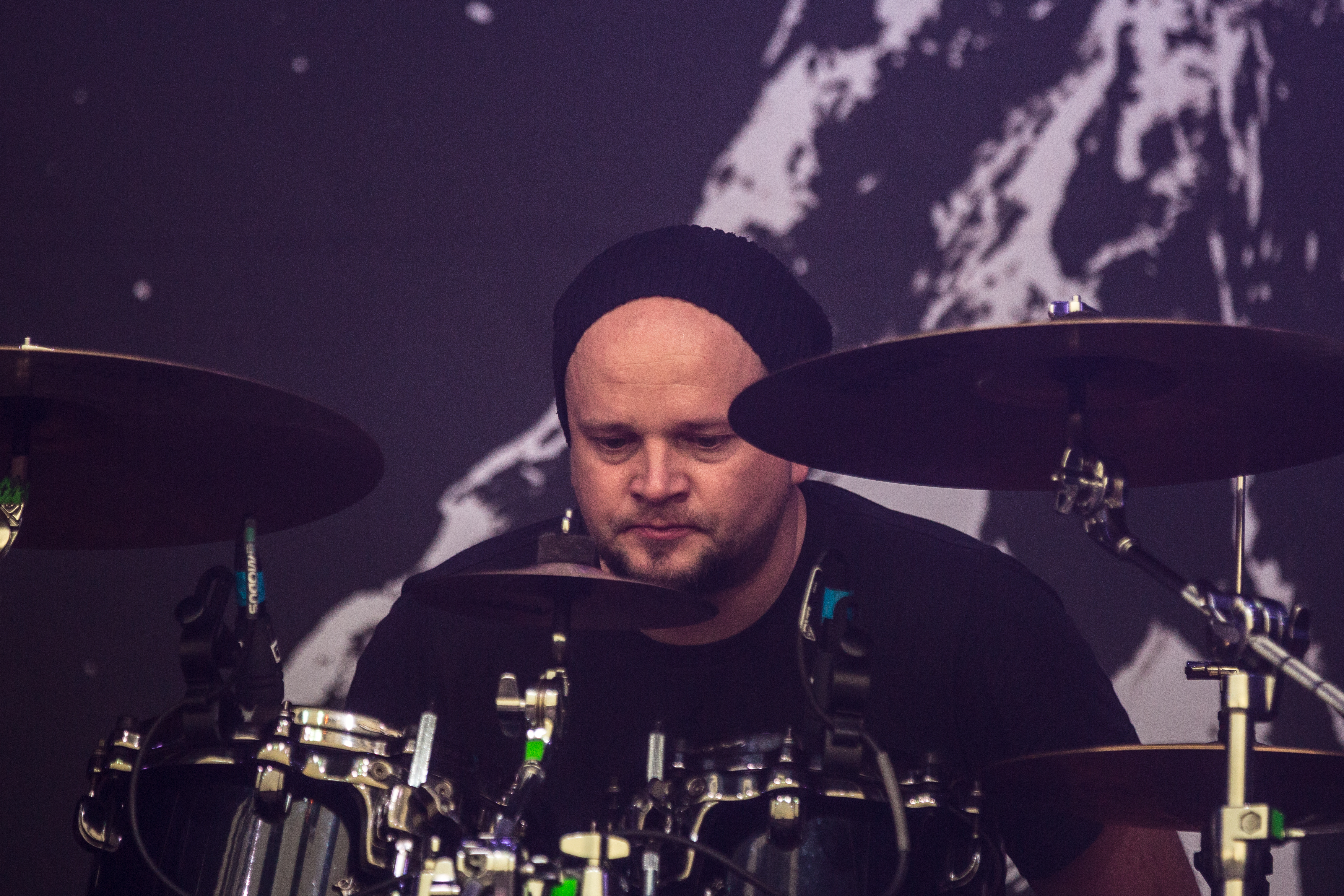
Schlagzeuger Markus Hirvonen

## Diskografie

### Alben
| Jahr | Titel Musiklabel                                   | Höchstplatzierung, Gesamtwochen, AuszeichnungChartplatzierungen (Jahr, Titel, Musiklabel, Platzierungen, Wochen, Auszeichnungen, Anmerkungen) | Höchstplatzierung, Gesamtwochen, AuszeichnungChartplatzierungen (Jahr, Titel, Musiklabel, Platzierungen, Wochen, Auszeichnungen, Anmerkungen) | Höchstplatzierung, Gesamtwochen, AuszeichnungChartplatzierungen (Jahr, Titel, Musiklabel, Platzierungen, Wochen, Auszeichnungen, Anmerkungen) | Höchstplatzierung, Gesamtwochen, AuszeichnungChartplatzierungen (Jahr, Titel, Musiklabel, Platzierungen, Wochen, Auszeichnungen, Anmerkungen) | Anmerkungen                                                                                    |
| Jahr | Titel Musiklabel                                   | FI | DE | AT | CH | Anmerkungen                                                                                    |
| ---- | -------------------------------------------------- | --- | --- | --- | --- | ---------------------------------------------------------------------------------------------- |
| 2002 | In the Halls of Awaiting Candlelight Records       | — | — | — | — | Erstveröffentlichung: 30. April 2002 Produzent: Jone Väänänen (Media Works Studios)            |
| 2004 | Since the Day It All Came Down Candlelight Records | — | — | — | — | Erstveröffentlichung: 5. April 2004 Produzent: Jone Väänänen (Media Works Studios)             |
| 2006 | Above the Weeping World Candlelight Records        | FI9 (2 Wo.)FI | — | — | — | Erstveröffentlichung: 9. August 2006 Produzent: Samu Oittinen (Fantom Studio)                  |
| 2009 | Across the Dark Candlelight Records                | FI5 (2 Wo.)FI | — | — | — | Erstveröffentlichung: 7. September 2009 Produzent: Samu Oittinen, Ville Friman (Fantom Studio) |
| 2011 | One for Sorrow Century Media                       | FI6 (3 Wo.)FI | DE95 (1 Wo.)DE | — | — | Erstveröffentlichung: 25. Oktober 2011 Produzent: Samu Oittinen (Fantom Studio)                |
| 2014 | Shadows of the Dying Sun Century Media             | FI2 (7 Wo.)FI | DE18 (1 Wo.)DE | AT38 (1 Wo.)AT | CH33 (1 Wo.)CH | Erstveröffentlichung: 25. April 2014 Produzent: Teemu Aalto (SF Sound Studio)                  |
| 2016 | Winter's Gate Century Media (Sony Music)           | FI1 (5 Wo.)FI | DE19 (1 Wo.)DE | AT27 (1 Wo.)AT | CH27 (1 Wo.)CH | Erstveröffentlichung: 23. September 2016 Produzent: Teemu Aalto (SF Sound Studio)              |
| 2019 | Heart Like a Grave Century Media (Sony Music)      | FI1 (6 Wo.)FI | DE10 (2 Wo.)DE | AT23 (1 Wo.)AT | CH15 (1 Wo.)CH | Erstveröffentlichung: 4. Oktober 2019 Produzent: Teemu Aalto (SF Sound Studio)                 |
| 2023 | Anno 1696 Century Media (Sony Music)               | FI1 (4 Wo.)FI | DE5 (2 Wo.)DE | AT15 (1 Wo.)AT | CH10 (1 Wo.)CH | Erstveröffentlichung: 24. Februar 2023 Produzent: Tony Lindgren (Fascination Street Studios)   |

### EPs
| Jahr | Titel Musiklabel                              | Höchstplatzierung, Gesamtwochen, AuszeichnungChartplatzierungen (Jahr, Titel, Musiklabel, Platzierungen, Wochen, Auszeichnungen, Anmerkungen) | Höchstplatzierung, Gesamtwochen, AuszeichnungChartplatzierungen (Jahr, Titel, Musiklabel, Platzierungen, Wochen, Auszeichnungen, Anmerkungen) | Höchstplatzierung, Gesamtwochen, AuszeichnungChartplatzierungen (Jahr, Titel, Musiklabel, Platzierungen, Wochen, Auszeichnungen, Anmerkungen) | Höchstplatzierung, Gesamtwochen, AuszeichnungChartplatzierungen (Jahr, Titel, Musiklabel, Platzierungen, Wochen, Auszeichnungen, Anmerkungen) | Anmerkungen                              |
| Jahr | Titel Musiklabel                              | FI | DE | AT | CH | Anmerkungen                              |
| ---- | --------------------------------------------- | --- | --- | --- | --- | ---------------------------------------- |
| 2009 | Where the Last Wave Broke Candlelight Records | — | — | — | — | Erstveröffentlichung: 24. August 2009    |
| 2013 | Ephemeral Century Media                       | — | — | — | — | Erstveröffentlichung: 19. November 2013  |
| 2021 | Argent Moon Century Media (Sony Music)        | — | DE35 (1 Wo.)DE | AT71 (1 Wo.)AT | CH22 (1 Wo.)CH | Erstveröffentlichung: 17. September 2021 |
| 2023 | Song of the Dusk Century Media (Sony Music)   | — | — | — | CH97 (1 Wo.)CH | Erstveröffentlichung: 3. November 2023   |

### Demos
- 1999: Demo ’99 (CDR, Eigenvertrieb)
- 2002: Underneath the Moonlit Waves (CDR, Eigenvertrieb)

### Singles
- 2011: Weather the Storm (AAC, Century Media)
- 2014: While We Sleep (AAC, Century Media)
- 2015: Out to the Sea / Skyline (Split mit Omnium Gatherum, 7”-Vinyl, Century Media)
- 2019: Valediction (AAC, Century Media)
- 2021: The Conjurer (Century Media)
- 2021: The Antagonist (Century Media)

### Beiträge auf Kompilationen (Auswahl)
- 2005: Shades of Deep Green auf Candlelight Collection Vol 5 (CD, Candlelight Records)
- 2006: Death Walked the Earth auf Phoenix Risen (2xCD, Candlelight Records)
- 2011: Mortal Share auf Kaikkien Aikojen Suomimetallit (3xCD, Capitol Records)

### Musikvideos
- 2011: Weather the Storm
- 2011: Through the Shadows
- 2012: One for Sorrow
- 2014: While We Sleep (Regie/Produktion: Rafal Szermanowicz / Grupa 13)
- 2019: Valediction (Regie/Produktion: Vesa Ranta, Aapo Lahtela / Kaira Films)
- 2019: Heart Like a Grave (Regie/Produktion: Vesa Ranta, Aapo Lahtela / Kaira Films)
- 2021: The Conjurer (Regie/Produktion: Vesa Ranta, Petri Marttinen / Kaira Films)
- 2021: The Reticent (Regie/Produktion: Vesa Ranta, Petri Marttinen / Kaira Films)
- 2021: The Antagonist (Regie: Ville Lipiäinens)
- 2022: Lilian (Regie: Riivata Visuals)
- 2022: White Christ (mit Sakis Tolis; Regie: Riivata Visuals)
- 2023: Godforsaken (mit Johanna Kurkela; Regie: Riivata Visuals)
- 2023: Song of the Dusk (Regie: Riivata Visuals)

### Boxsets
- 2014: The Candlelight Years (4xCD/6xLP, Candlelight Records)